# Сибирски брест
Сибирски брест (Ulmus pumila L.) научни назив добија од Линеа који га описује у „Spеcies plantarum” (1:226.) 1753. године. Врста има и низ синонима као: U. mandshurica Nakai, U. humilis Gmel., U. humilis Amman ex Steud., U. microphylla Pers., U. manshurica Nakai, U. sibirica hort. Шкотски ботаничар и вртни дизајнер Лоудон (John Claudius Loudon, 1783-1843) и Карл Ива́нович Максимо́вич (1827—1891) руски ботаничар описују га као варијетет пољског бреста U. campestris var. parvifolia Loud. Ulmus campestris var. pumila Maxim. У оквиру врсте издвојено је неколико природних варијетета U. pumila var. arborea Litv. (U. turkestanica Regel), U. pumila var. pilosa Rehder, U. pumila var. genuina Skvort. и U. pumila var. microphylla Persoon.

## Ареал
Од природе се среће у Забајкалју, средњем и јужном делу Далеког истока, на северу Монголије, у Кореји и Јапану. Расте у мешовитим и лишћарским шумама, али и у азијским пустињама где продире најдубље од свих врста, па се сматра светим дрветом.

## Опис врсте
Сибирски брест је мало до средње дрво или жбун, 10-20 m висок, са деблом прсног пречника до 80 cm. Листопадан је у хладним областима, а полузимзелен у климатски топлијим подручјима. Кратковечна врста у умереним климатским условима, ретко достиже више од 60 година, али у природном окружењу може да достигне 100 па и 150 година. 
Листови су дуги 7 cm и до 3 cm широки, заобљени у основи и асиметрични, али много мање од пољског и брдског бреста; маргине листа су грубо назубљене, а дршка кратка и закривљена. У јесен лист мења боју од тамнозелене до жуте. 
Цветови седећи у праменастим цвастима на прошлогодишњим избојцима почетком марта, пре листања. Врста је анемогамна и за разлику од већине брестова аутофертилна. Цветови, мали, двополни; чашица је звонаста са 4-9 режњева, прашници и истом броју као режњеви; тучак настаје срастањем два оплодна листића, у једном од њих развија се семени заметак; жиг образују вршни делови оплодних листића који не срастају. 
Плод је пљосната анемохорна орашица, окружена широким, жућкастобелим мембранозним крилом 1-1.5 cm дуга, плодоношење 8 недеља после цветања око 1 маја; плод опада одмах по сазревању.
Семе је са пљоснатим ембрионом, трослојном семењачом и четвртим унутрашњим слојем сачињеним од реда ћелија ендосперма. Семе није дормантно. Клијање надземно; поник се јавља неколико дана по сетви. Котиледони објајасти, при основи са два режња, одоздо светлозелени. Примарни летораст клијавца има хетеробластно развиће: наспрамни распоред листова, симетрију основе лиски и радијалну симетрију.
- Гранчица сибирског бреста.
- Цвасти сибирског бреста.
- Крилате орашице сибирског бреста.
- Спонтани поник сибирског бреста.
- Дивљака сибирског бреста употребљеног за подлогу при калемљењу жалосног брдског бреста.
- Снеголом на стаблу сибирског бреста.
- Изваљено стабло сибирског бреста.
- Избојци сибирског бреста из пања.

## Значај за хортикултуру и пејзажну архитектуру

### Предности
Према руским изворима као врста која добро подноси пресађивање, орезивање, формирање, и градске услове, као хелиофит, без посебних захтева према хранљивим елементима и влази земљишта, отпоран на сушу сибирски брест је врло цењен у зеленим просторима сушних области Русије. По брзини раста не заостаје за багремом и негундом истовремено је отпорнији на ниске температуре. Позитивном особином сматра се одсуство коренских избојака, што се веома цени у подизању вртова и паркова. Добар је за брзо озелењавање нових насеља, уличних засада и орезане живе ограде.
Код нас је фаворизован углавном због лакоће размножавања и брзине раста. Семе интензивно и брзо клија без претходне припреме, вегетативно се лако размножава свим типовима резница стабла и коренским резницама. 
У САД током 1950-их, врста је широко промовисана као брзорастућа жива ограда, замена за лигуструм, а као последица тога се сада често може наћи у скоро свим државама САД. Побољшана варијанта туркестанског бреста (U. pumila var. arborea) продрла је у Европу, а у последње време и код нас и назива се "чудесна живица" (Wonderhedge, Ulmus pumila celer?) , јер је густа и брзорастућа, с обзиром да за две године достиже висину просечне формиране живе ограде. Редовним орезивањем спречава се плодоношење чиме се елиминише инвазивност, па сибирски брест треба фаворизовати у овој примени.
У нашој пракси сибирски брест се често употребљава као подлога за калемљење украсних форми бреста, најчешће Ulmus glabra 'Pendula'. У Европи се за овај култивар користе Ulmus × hollandica Mill. и Ulmus procera Salisb. јер сибирски брест даје доста дивљаки, а биљке су кратковечније.

### Недостаци
Амерички аутори сибирски брест као украсну врсту описују веома лоше. При том наводе да је кратковечна, дрво јој је крто, а круна лоше форме сувише отворена и неправилна. Извесну популарност је ипак уживала захваљујући брзом расту и пружању хлада. Сибирски брест је Мајкл Дир (Michael A. Dirr, Ph.D) професор хортикултуре, Универзитета у Џорџији; експерт за дрвенасте биљке) окарактерисао као "једно од најгорих, ако не и најгоре дрво на свету ... које као украсно не заслужују да буде било где посађено".
Тенденција ка инвазивности сибирског бреста је такође једна од мана, ако не и највећа. Често се налази спонтано масовно проширен дуж пруга, на напуштеним парцелама и на поремећеном земљишту.
Због кртости дрвета испод стабала често леже гране изломљене ветром или снегом што естетски не задовољава и тражи допунске радове на чишћењу грана. Посебно што поломљене гране могу да повреде и изазову материјалне штете испод дрвореда, на пример.
Самосев сибирског бреста ствара другу врсту проблема. При обилним уродима, а они су готово редовни, може се наћи и преко хиљаду крилатих орашица по m2. Како је неизбирљив према подлози биљке из ветром расејаног семена често се развијају у пукотинама асфалта или бетона, при томе издижу тротоаре, а често због недовољног простора и асиметрично развијеног корена стабла су нестабилна и изваљују се. Извале су потпомогнуте честим реконструкцијама и градњом у непосредној близини стабала. Иако не даје коренске избојке, обилно формира избојке из пања и заосталих делова корена, па се при вађењу о овоме мора водити рачуна.